# Nationalhymne Finnlands

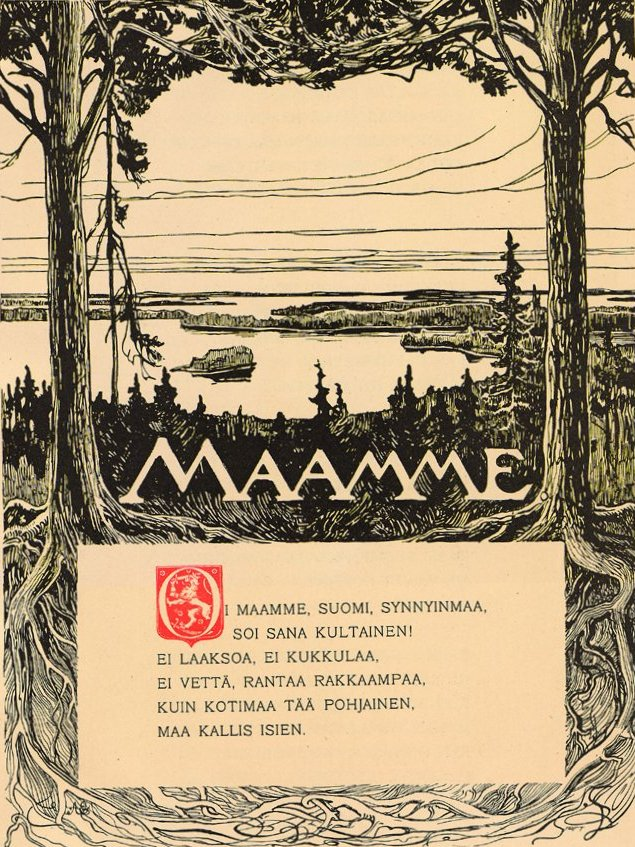
Die erste Strophe des Gedichtes Maamme in einer Ausgabe von Runebergs Fänrik Ståls sägner in finnischer Übersetzung

Die Nationalhymne Finnlands (auch finnisch Maamme oder schwedisch Vårt land „Unser Land“) besteht aus der von Fredrik Pacius 1848 vertonten ersten und letzten Strophe eines Gedichtes von Johan Ludvig Runeberg, das sein Epos Fänrik Ståls sägner einleitet.

## Geschichte
Die Hymne wurde von Fredrik Pacius komponiert; der schwedische originale Text stammt von Johan Ludvig Runeberg und wurde ursprünglich für die Feier zum 500-jährigen Jubiläum der Verleihung der Stadtrechte Porvoos geschrieben; bei dieser Gelegenheit wurde er mit einer Musik Runebergs selbst aufgeführt. Später ist er als Prolog zur Dichtung Fähnrich Stahl erschienen. Der Text ist stilistisch und inhaltlich vom Szózat (Aufruf) von Mihály Vörösmarty beeinflusst. Die erste Aufführung mit der Musik von Pacius fand am 13. Mai 1848 statt. Die finnische Nachdichtung des Textes wurde 1889 von Paavo Cajander erstellt. Bei offiziellen Anlässen werden gewöhnlich nur die erste und die letzte Strophe gesungen.
In den 1880er und 1920er Jahren wurde mehrmals versucht, die Nationalhymne durch eine finnischsprachige Dichtung zu ersetzen, aber diese Bestrebungen endeten in den 1930er Jahren.
Dieselbe Melodie dient auch in Estland als Nationalhymne (wieder seit der Unabhängigkeit 1990), gesungen mit dem Text Mu isamaa („Mein Vaterland“). Auch die Liven verwenden die Melodie für ihre Hymne Min izāmō.
Die autonome Inselgruppe Åland besitzt eine eigene Nationalhymne, Ålänningens sång („Lied des Åländers“).

## Text

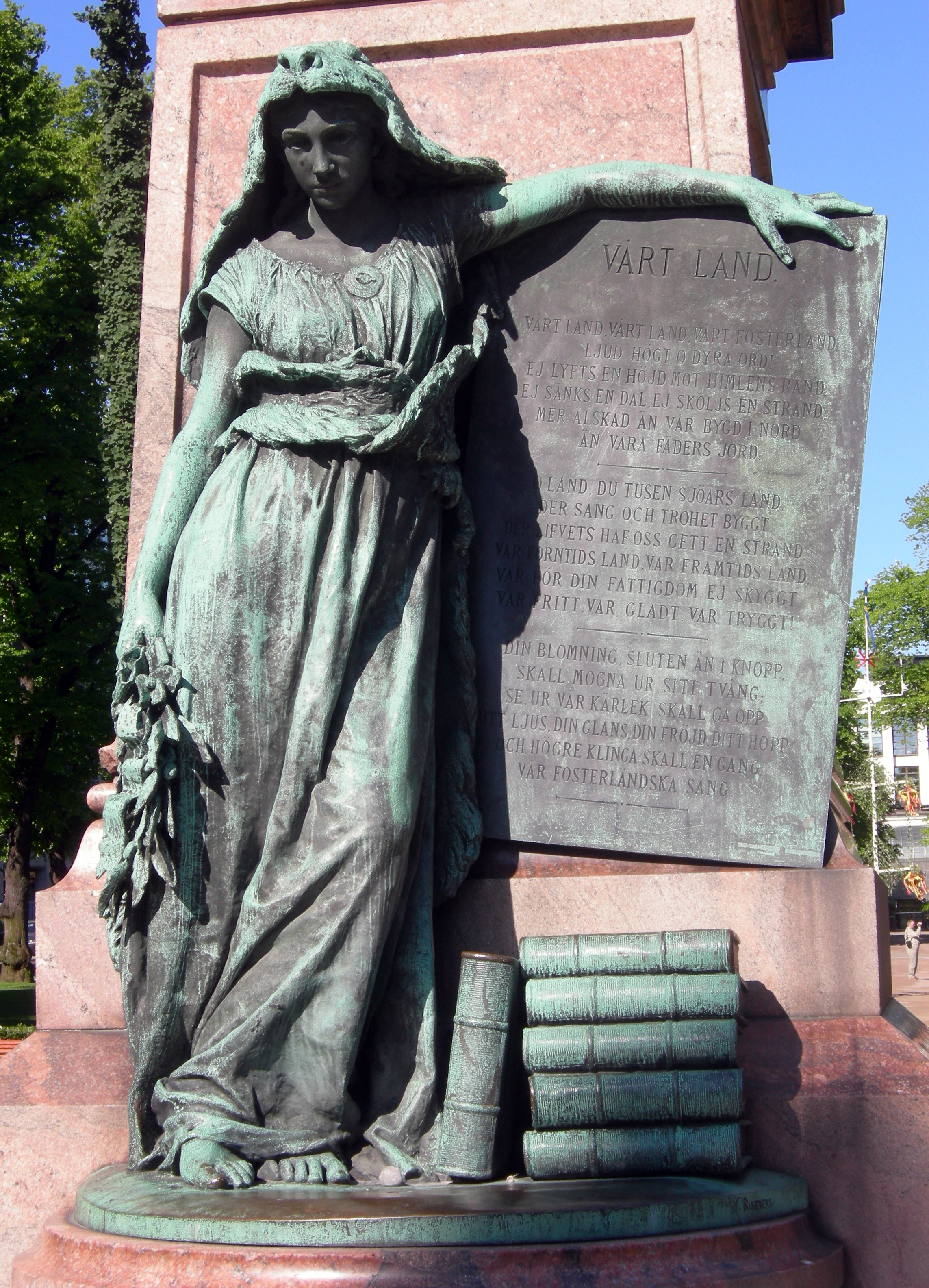
Der schwedische Text wird wiedergegeben am Sockel einer Statue zu Ehren Johan Ludvig Runebergs, die im Park Esplanadi in Helsinki steht.

### Maamme
| Strophe | Finnisch | Schwedisch |
| 1       | Oi maamme, Suomi, synnyinmaa, soi, sana kultainen! Ei laaksoa, ei kukkulaa, ei vettä, rantaa rakkaampaa, kuin kotimaa tää pohjoinen, maa kallis isien!         | Vårt land, vårt land, vårt fosterland, Ljud högt, o dyra ord! Ej lyfts en höjd mot himlens rand, Ej sänks en dal, ej sköljs en strand, Mer älskad än vår bygd i nord, Än våra fäders jord.           |
| 2       | On maamme köyhä, siksi jää, jos kultaa kaivannet Sen vieras kyllä hylkäjää, mut meille kallein maa on tää, sen salot, saaret, manteret, ne meist on kultaiset. | Vårt land är fattigt, skall så bli För den, som guld begär. En främling far oss stolt förbi: Men detta landet älska vi, För oss med moar, fjäll och skär Ett guldland dock det är.                   |
| 3       | Ovatpa meille rakkahat koskemme kuohuineen, ikuisten honkain huminat, täht’yömme, kesät kirkkahat, kaikk’kuvineen ja lauluineen mi painui sydämeen.            | Vi älska våra strömmars brus Och våra bäckars språng. Den mörka skogens dystra sus, Vår stjärnenatt, vårt sommarljus. Allt, allt, vad här som syn, som sång Vårt hjärta rört en gång.                |
| 4       | Täss auroin, miekoin, miettehin isämme sotivat, kun päivä piili pilvihin tai loisti onnen paistehin, täss Suomen kansan vaikeimmat he vaivat kokivat.          | Här striddes våra fäders strid Med tanke, svärd och plog. Här, här, i klar som mulen tid. Med lycka hård, med lycka blid. Det finska folkets hjärta slog. Här bars vad det fördrog.                  |
| 5       | Tään kansan taistelut ken voi ne kertoella, ken? Kun sota laaksoissamme soi, ja halla näläntuskan toi, ken mittasi sen hurmehen ja kärsimykset sen?            | Vem täljde väl de striders tal. Som detta folk bestod. Då kriget röt från dal till dal. Då frosten kom med hungers kval. Vem mätte allt dess spillda blod Och allt dess tålamod?                     |
| 6       | Täss on sen veri virrannut hyväksi meidänkin, täss iloaan on nauttinut ja murheitansa huokaillut se kansa, jolle muinaisin kuormamme pantihin.                 | Och det var här det blodet flöt, Ja, här för oss det var, Och det var här sin fröjd det njöt, Och det var här sin suck det göt. Det folk som våra bördor bar Långt före våra dar.                    |
| 7       | Tääll’ olo meill on verraton ja kaikki suotuisaa, vaikk onni mikä tulkohon, maa isänmaa se meillä on. Mi maailmass on armaampaa ja mikä kalliimpaa?            | Här är oss ljuvt, här är oss gott, Här är oss allt beskärt; Hur ödet kastar än vår lott. Ett land, ett fosterland vi fått, Vad finns på jorden mera värt Att hållas dyrt och kärt?                   |
| 8       | Ja tässä, täss’ on tämä maa, sen näkee silmämme. me kättä voimme ojentaa ja vettä rantaa osoittaa ja sanoa: kas tuoss’ on se, maa armas isäimme.               | Och här och här är detta land. Vårt öga ser det här, Vi kunna sträcka ut vår hand Och visa glatt på sjö och strand Och säga: se det landet där. Vårt fosterland det är.                              |
| 9       | Jos loistoon meitä saatettais vaikk’ kultapilvihin, mis itkien ei huoattais, vaan tärkein riemun sielu sais, ois tähän köyhään kotihin halumme kuitenkin.      | Och fördes vi att bo i glans Bland guldmoln i det blå, Och blev vårt liv en stjärnedans. Där tår ej göts, där suck ej fanns. Till detta arma land ändå Vår längtan skulle stå.                       |
| 10      | Totuuden, runon kotimaa maa tuhatjärvinen miss’ elämämme suojan saa, sa muistojen, sa toivon maa, ain ollos, onnes tyytyen, vapaa ja iloinen.                  | O land, du tusen sjöars land, Där sång och trohet byggt, Där livets hav oss gett en strand, Vår forntids land, vår framtids land. Var för din fattigdom ej skyggt. Var fritt, var glatt, var tryggt. |
| 11      | Sun kukoistukses kuorestaan kerrankin puhkeaa, viel lempemme saa nousemaan sun toivos, riemus loistossaan, ja kerran, laulus synnyinmaa korkeemman kaiun saa.  | Din blomning, sluten än i knopp, Skall mogna ur sitt tvång; Se, ur vår kärlek skall gå opp Ditt ljus, din glans, din fröjd, ditt hopp. Och högre klinga skall en gång Vår fosterländska sång.        |

### Deutsche Übersetzung
1. und 11. Strophe
(von Benny Benz)
O Heimat, Finnland unser Land

Kling laut, du teures Wort!

Kein Land, so weit der Himmelsrand.

Kein Land mit Berg und Tal und Strand

Wird mehr geliebt als unser Nord,

Hier unsrer Väter Hort.

Einst ringt sich deine Blüte los

Reif aus der Knospe Zwang.

Ja, einst aus unsrer Liebe Schoß

Geht auf dein Hoffen, licht und groß.

Und unser Vaterlandsgesang

Erschallt in höherm Klang.